# توماس لایتلتون لیون
توماس لایتلتون لیون (انگلیسی: Thomas Lyttleton Lyon; ۱۷ فوریهٔ ۱۸۶۹ – ۷ اکتبر ۱۹۳۸) برزشناسی اهل ایالات متحده آمریکا بود.